# Periscolex profuga
Periscolex profuga är en ringmaskart som först beskrevs av Cognetti.  Periscolex profuga ingår i släktet Periscolex och familjen Glossoscolecidae. Inga underarter finns listade i Catalogue of Life.